# Shepherd Islands
Shepherd Islands – grupa wysp pochodzenia wulkanicznego położona w archipelagu Nowych Hebrydów na Oceanie Spokojnym, wchodzi w skład państwa Vanuatu. Niewielki archipelag położony jest pomiędzy większymi wyspami: Epi (na północy) i Efate (na południu). Razem tworzą prowincję Vanuatu Shefa. W skład archipelagu wchodzi 7 wysp, z których największe i najludniejsze to Tongoa i Emae:
| Wyspa     | Główna miejscowość | Powierzchnia w km² | Liczba ludności w 2009 | Współrzędne geograficzne                     |
| --------- | ------------------ | ------------------ | ---------------------- | -------------------------------------------- |
| Tongoa    | Morua              | 41,1               | 2300                   | 16°54′03″S 168°33′18″E/-16,900833 168,555000 |
| Laika     | -                  | 0,9                | -                      | 16°57′27″S 168°33′39″E/-16,957500 168,560833 |
| Tongariki | Leiwaima           | 4,7                | 267                    | 17°00′20″S 168°37′39″E/-17,005556 168,627500 |
| Buninga   | Munpohai           | 1,2                | 144                    | 17°01′24″S 168°35′12″E/-17,023333 168,586667 |
| Emae      | Makata             | 36,5               | 743                    | 17°03′56″S 168°22′37″E/-17,065556 168,376944 |
| Makura    | Malakof            | 2,1                | 106                    | 17°08′09″S 168°26′13″E/-17,135833 168,436944 |
| Mataso    | Na'asang (Nasanga) | 1,5                | 74                     | 17°15′16″S 168°25′38″E/-17,254444 168,427222 |
| Razem     | Morua              | 88                 | 3634                   | 16°59′17″S 168°27′35″E/-16,988056 168,459722 |